# Молозиво

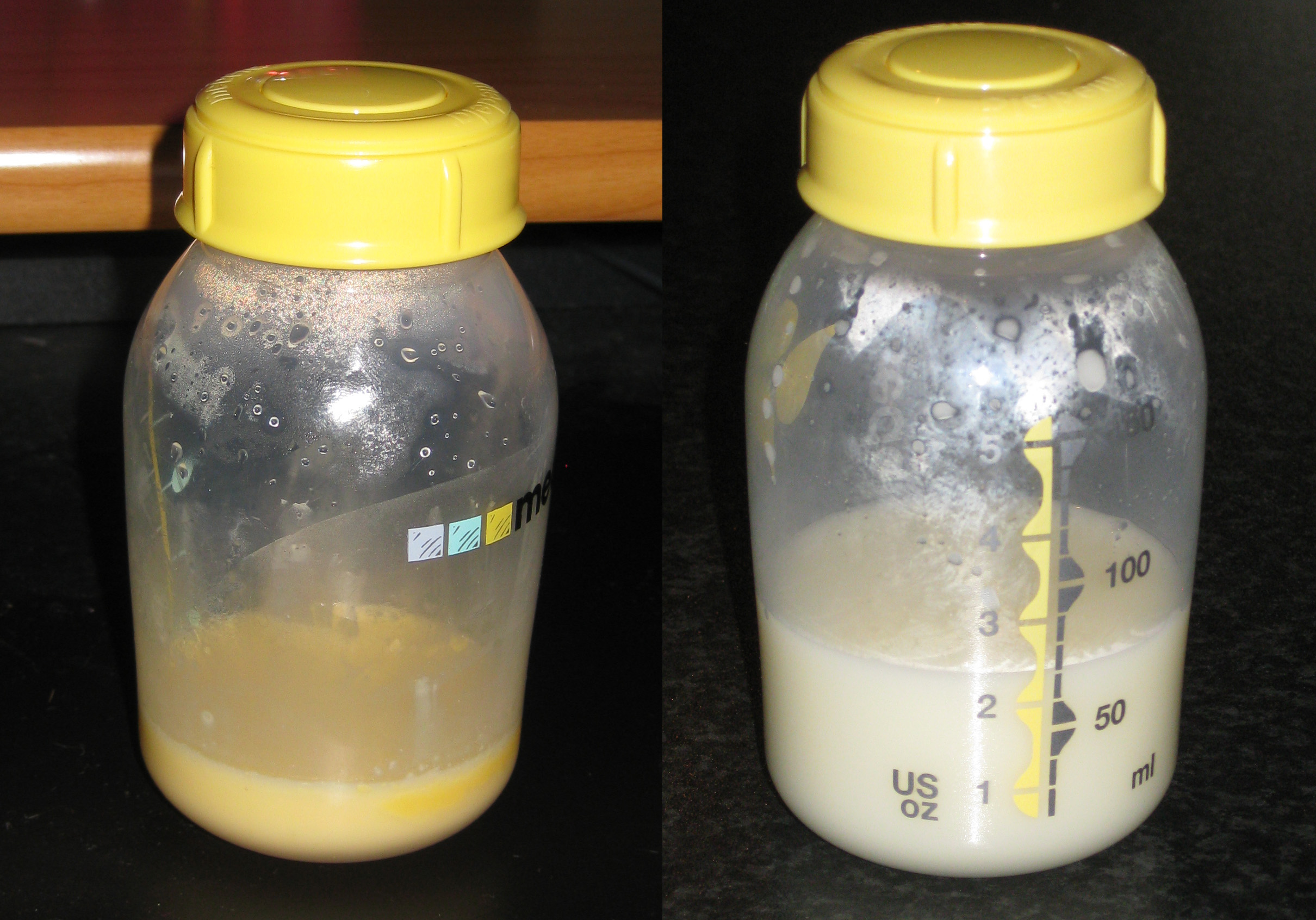
Людське молозиво та грудне молоко

Моло́зиво (лат. colostrum gravidarum) — перше молоко після пологів у жінки, корови або самки іншого виду ссавців. Більшість ссавців виробляють молозиво протягом дня від пологів.
Молозиво — це рідина високої енергетичної цінності, із вмістом біологічно активних та захисних факторів, що пристосовує новонароджену дитину до умов позаутробного існування та захист від ряду інфекцій.
Молозиво може з'явитись на 6-му місяці вагітності. У перші 7-10 днів після отелення молочні залози корови виробляють молозиво, яке відрізняється від наступного молока за хімічним складом та біологічною дією.

## Як людська їжа

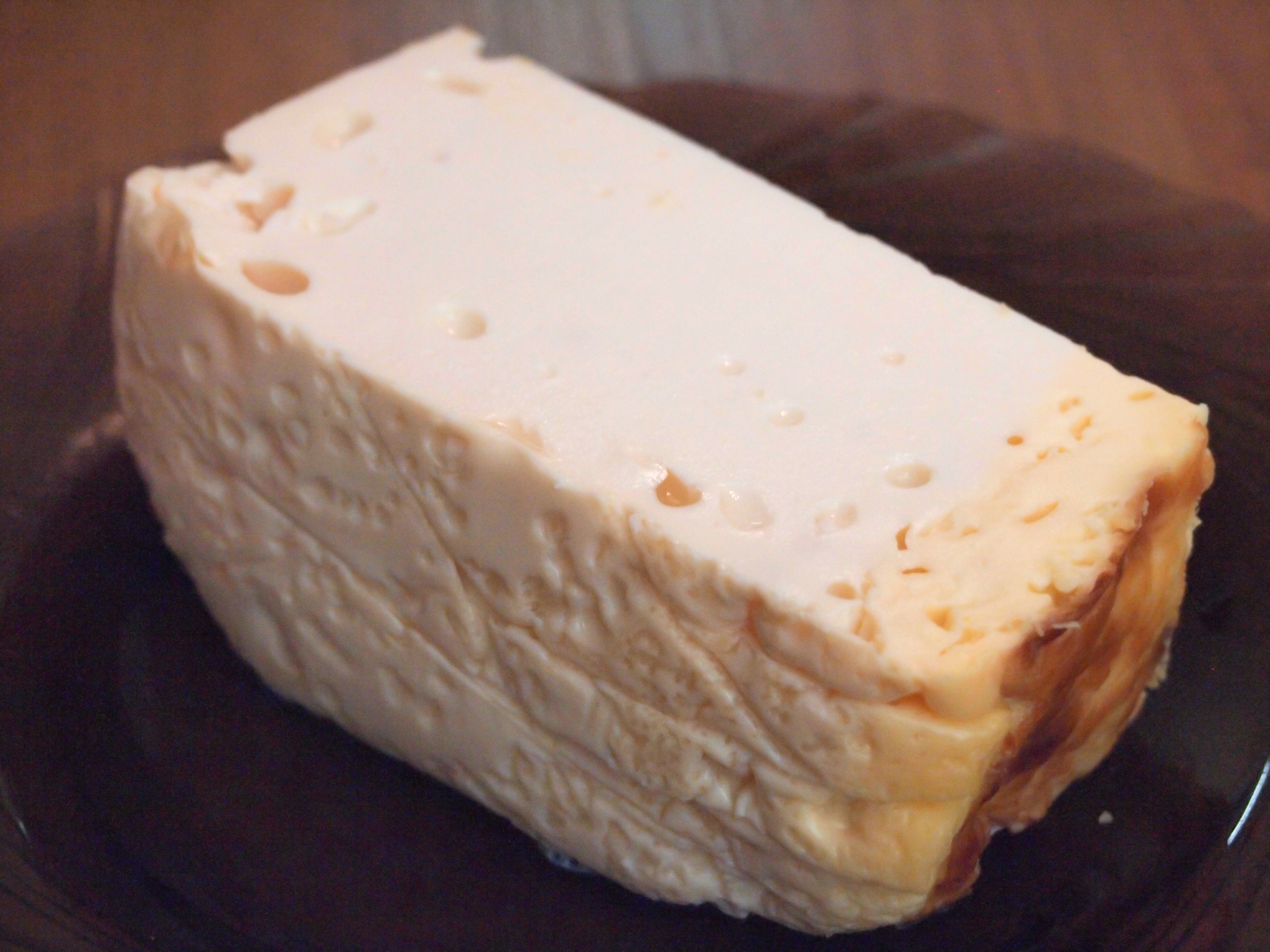
Приготоване з цукром коров'яче молозиво

З молозива роблять однойменну страву. В українській кухні молозиво вважається ласощами.
Для розвитку новонароджених телят (козенят тощо) молозиво відіграє значну роль, але надлишок молозива худоби можуть пити люди. В Україні часто з нього роблять м'який жовтуватий сир із цукром чи сіллю. У лютому-березні під час масової появи телят він продається на базарах.[джерело?]
Раніше в Україні молозиво готували в печі: наливали молозиво в горщик, розбивали в нього яєць, додавали солі та ставили в гарячу піч, де воно готувалося як яєчня. Їли його зі сметаною, обов'язково ложкою, бо різання приготованого молозива ножем вважали поганою прикметою.